# Joseph Strickland
Joseph Edward Strickland (Fredericksburg, Texas, 31 de octubre de 1958) es un obispo católico estadounidense. Desde 2012 hasta 2023 se desempeñó como obispo de la diócesis de Tyler, en el este de Texas.

## Trayectoria eclesiástica
En 1977 ingresó en el Seminario de la Santísima Trinidad y en la Universidad de Dallas, donde obtuvo el título de grado en Filosofía en 1981. Continuó su formación en los mismos centros académicos y fue ordenado diácono el 8 de diciembre de 1984. Un año después, en 1985, obtuvo el título de grado (denominado Baccalaureatus en las universidades eclesiásticas) en Sagrada Teología y fue ordenado sacerdote.

### Sacerdocio
Fue ordenado sacerdote por el obispo Thomas Tschoepe el 1 de junio de 1985 para la diócesis de Dallas. Su primera asignación fue en la Parroquia de la Inmaculada Concepción en Tyler (1985-1989). Tras la creación de la diócesis de Tyler en 1987, fue transferido a la nueva diócesis y fue nombrado primer director de vocaciones en marzo de 1987 por el obispo Charles Herzig. El servicio en la diócesis también incluyó períodos en la Parroquia del Sagrado Corazón en Nacogdoches (1989) y la Parroquia de San Miguel en Mount Pleasant (1989-1992).
En 1992, el obispo Edmond Carmody lo envió a continuar sus estudios en la Universidad Católica de América en Washington D. C., donde obtuvo el máster (denominado Licentia en las universidades eclesiásticas) en derecho canónico en 1994. Al regresar a Texas, fue nombrado vicario judicial de la diócesis y rector de la Catedral de la Inmaculada Concepción. En 1996, fue nombrado prelado de honor con el título de monseñor por el papa Juan Pablo II.
Se desempeñó como administrador apostólico de la diócesis de Tyler desde marzo de 2000 hasta enero de 2001, cuando Álvaro Corrada del Río fue instalado como nuevo obispo. En 2010, fue nombrado vicario general. Se desempeñó en ese puesto hasta que fue nombrado como delegado del administrador apostólico a la partida de Corrada a Puerto Rico en 2011.

### Obispo de Tyler
Fue nombrado obispo de la diócesis de Tyler por el papa Benedicto XVI el 29 de septiembre de 2012. Fue consagrado el 28 de noviembre de 2012 en el Auditorio Caldwell, en Tyler. El cardenal Daniel DiNardo fue el consagrante principal.

#### Disputas con la Santa Sede y destitución
Fue objeto de una visita apostólica en 2023, aparentemente centrada en la administración de la diócesis y no en sus opiniones abiertas sobre otros temas, que incluían mensajes polémicos en redes sociales y hasta críticas abiertas hacia el papa Francisco. Una reunión de miembros del Dicasterio para Obispos en septiembre de 2023 discutió una recomendación para pedirle a Strickland que renunciara. En una carta abierta a los fieles de la diócesis de Tyler, Strickland anunció que no dimitiría, porque «significaría abandonar el rebaño del que me encargó el papa Benedicto XVI».
El 11 de noviembre de 2023, el papa Francisco, en un procedimiento poco común, relevó a Strickland de su cargo como obispo de Tyler y nombró a Joe Vásquez administrador apostólico en su lugar. El cardenal Daniel DiNardo, arzobispo de Galveston-Houston, dijo que el Vaticano había pedido a Strickland que dimitiera el 9 de noviembre de 2023 y él se había negado, causando esas disputas.

## Posiciones
El obispo Strickland ha colaborado en los últimos años en su firme defensa de la fe católica con los cardenales Raymond Leo Burke, Robert Sarah y Walter Brandmüller, y con el obispo Athanasius Schneider, O.R.C.

### Fraternidad Sacerdotal San Pío X
Strickland ha demostrado en varias oportunidades su apoyo a la Fraternidad Sacerdotal San Pío X (FSSPX), una congregación tradicionalista católica. En un tuit del 14 de mayo de 2023, defendió que la FSSPX no estaba en cisma:

Como ha declarado el obispo Schneider, la FSSPX no está en cisma. La FSSPX continúa manteniendo la Tradición para la Iglesia Universal. La Eucaristía de la FSSPX es considerada válida por la Iglesia Católica. Debemos volvernos hacia el rostro eucarístico de Jesús.

### Misa Tridentina

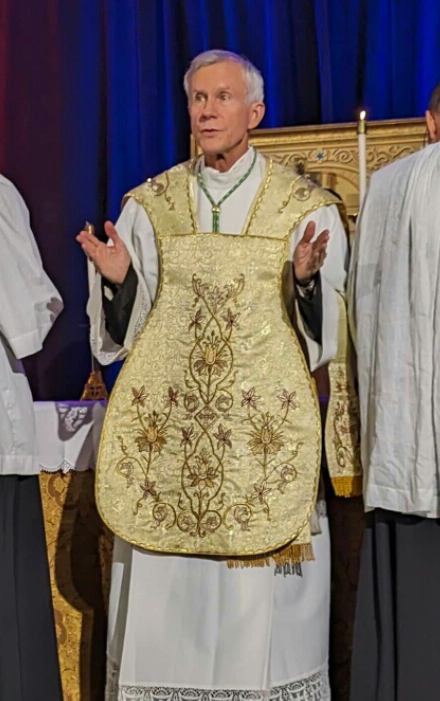
Strickland utilizando vestimentas tradicionales.

Strickland comenzó a celebrar la Misa tridentina en junio de 2020. Describió esta forma de celebración como muy impregnada de reverencia y belleza. Strickland alentó a los católicos a asistir a Misa en la forma tradicional del rito romano.

### Pandemia de COVID-19
En mayo de 2020, Strickland firmó una petición publicada por Carlo Maria Viganò que criticaba las restricciones durante la pandemia de COVID-19 por «crear pánico entre la población mundial con el único objetivo de imponer de forma permanente formas inaceptables de restricción de las libertades». La petición criticaba, entre otras cosas, el uso de dispositivos de rastreo de contactos, la vacunación obligatoria y demás infracciones de los derechos de las personas.
En una carta de diciembre de 2020 a su diócesis con respecto a las vacunas contra la COVID-19, Strickland escribió: «Les insto a rechazar cualquier vacuna que utilice los restos de niños abortados». Más tarde tuiteó: «El hecho es que cualquier vacuna disponible en la actualidad implica el uso de niños asesinados antes de que pudieran nacer». Agregó: «Renuevo mi promesa: no extenderé mi vida utilizando niños asesinados. ¡Esto es maldad, despierta!».

### Política
El 4 de noviembre de 2012, días antes de las elecciones presidenciales de Estados Unidos de 2012, Strickland dirigió un mitin público y un servicio de oración en el centro de Tyler pidiendo a los fieles que se volvieran hacia Dios antes de las elecciones. En un editorial escrito para Tyler Morning Telegraph, Strickland dijo:

Las verdades fundamentales que una vez fueron y aún deben ser la base de nuestra sociedad están siendo desafiadas a diario. Creo que la elección del 6 de noviembre trae una gran tarea para todos nosotros como personas de fe para reflexionar sobriamente sobre lo que creemos y cómo esas creencias deben incorporarse en nuestras leyes y ser apoyadas por nuestros líderes.

En septiembre de 2020, respaldó un video de James Altman, un sacerdote de la diócesis de La Crosse, que decía: «No puedes ser católico y ser demócrata».

## Obras

### Libros:
- Tengan valor: Siete cartas apostólicas para proteger el depósito de la fe (2024).